# Медаль «За безупречную службу в органах миграции»
Медаль «За безупречную службу в органах миграции» Азербайджанской Республики (азерб. "Miqrasiya orqanlarında qüsursuz qulluğa görə" III dərəcəli medalı) — государственная награда Азербайджанской Республики. Учреждена законом от 16 ноября 2012 года. Имеет три степени.

## Основания для награждения
Медаль «За безупречную службу в органах миграции». Данной медалью будут награждены:
- сотрудники с особым званием службы в органах миграции Азербайджанской Республики, отработавшие 10, 15 и 20 календарных лет, за безупречное выполнение своих служебных обязанностей;
- государственные служащие и лица, проработавшие в органах миграции не менее 10 лет.[3]

## Способ ношения
Медаль прикреплена к прямоугольной ленте 27 мм х 47,5 мм с элементом для прикрепления к одежде. По обеим сторонам красной ленты расположены 3 светло-желтые вертикальные полосы шириной 2,5 мм.
Медаль «За безупречную службу в органах миграции» носится на левой стороне груди, после других орденов и медалей Азербайджанской Республики.

## См.также
- Государственные награды Азербайджана#Высшее звание